# آگیتا ۴۳۹۲
سیارک ۴۳۹۲ (به انگلیسی: 4392 Agita، نامگذاری:1978RX5) چهار هزار و سیصد و نود و دومین سیارک کشف شده‌است که در ۱۳ سپتامبر ۱۹۷۸ کشف شد.
قدر مطلق سیارک برابر ۱۴٫۱۰ است.